# Аббадия (замок)
Аббадия (итал. Castello dell'Abbadia), или Вульчи (итал. Castello di Vulci) — средневековый замок недалеко от городка Канино, в провинции Витербо, в регионе Лацио, Италия.

## История

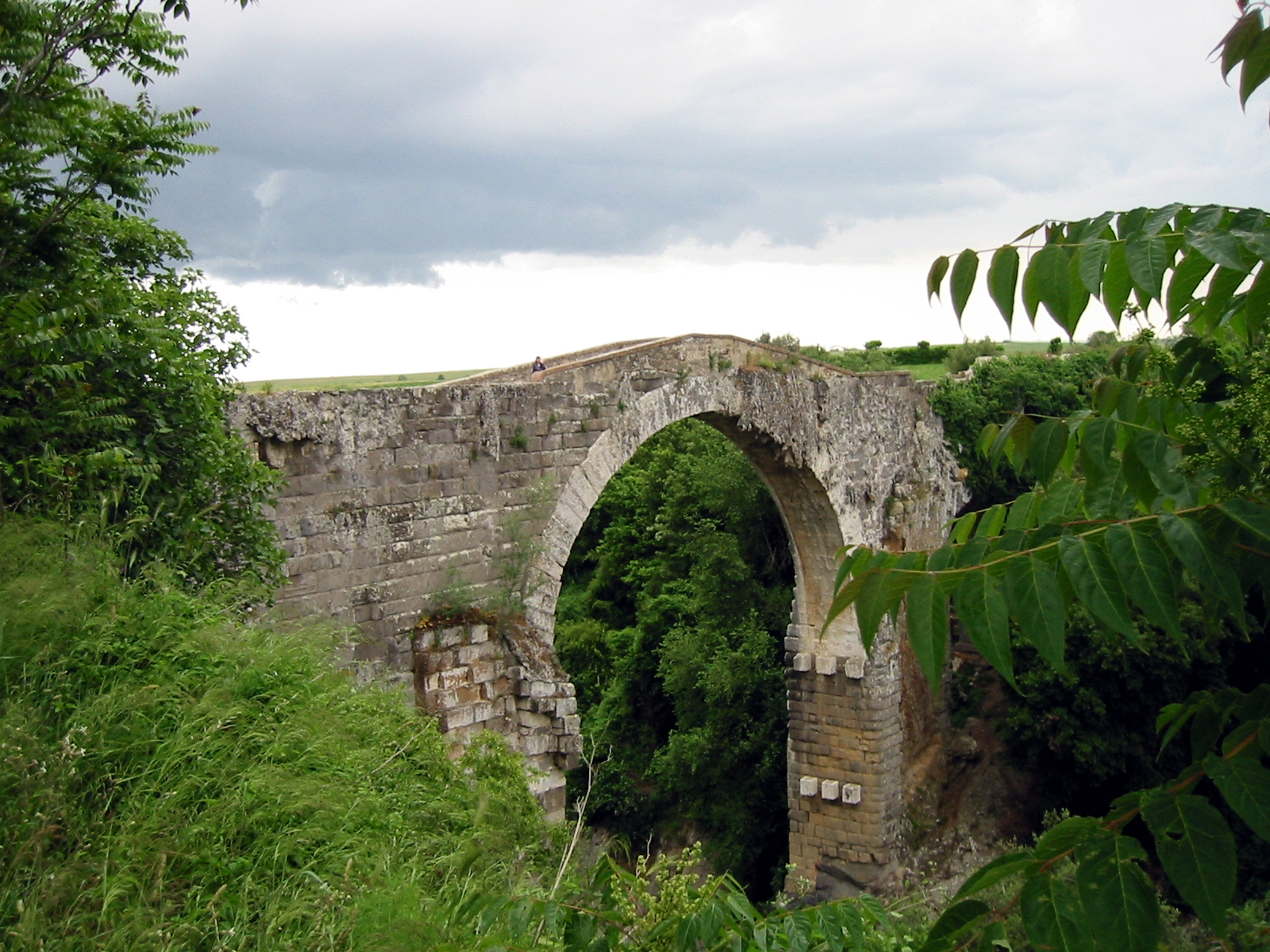
Древний мост через реку Фьора перед замком

### Античный период
Изначально укрепления в этом месте были построены для защиты моста, называемого Радужным (так как по форме он напоминал радугу) или Дьявольским. Сооружение появилось в III веке до н. э.), когда власть в регионе оспаривали между собой римляне и этруски. Впечатляющий каменный мост на рекой Фьора находится на 30-метровой высоте над уровнем воды и доминирует в этом месте долины.

### Средние века
В Раннее Средневековье на месте крепости располагалось бенедиктинское аббатство, посвящённое святому Мамилиану Палермскому. Данное место имело важное стратегическое значение, так как находилось между Папским государством и владениями Флорентийской республики. Кроме того, Фьора также являлась важной артерией. Контроль над этим местом долины и над старинным мостом был чрезвычайно важен для враждующих государств средневековой Италии. 

Герб рода Альдобрандески

Серьёзная борьба за право владеть этим местом началась в XII веке. Боевые действия вели между собой представители могущественной семьи Альдобрандески, горожане Орвитео и префекты влиятельного рода ди Викo. Постепенно постройки бывшего аббатства превратились в полноценную крепость. Само название замка происходит от слова «аббатство». Укрепления неоднократно переходили из рук в руки. Каждый новый владелец стремился сделать Аббадью более неприступной. К концу XIV века замок обрёл свой современный вид: каменная крепость с толстыми стенами и высокой смотровой башней. Попасть внутрь можно было либо с запада по старинному античному мосту, либо с востока по подъёмному мосту.

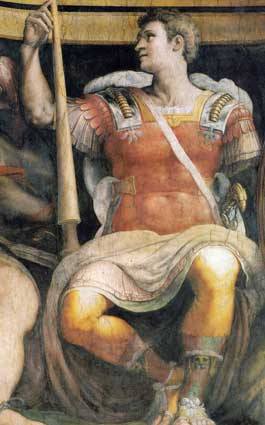
Кондотьер Рануччо Фарнезе Старший

В 1430 году владельцем крепости стал известный кондотьер Рануччо Фарнезе Старший. Его потомки контролировали Аббадию до начала XVI века. 

### Эпоха Ренессанса
В 1513 году кардинал Алессандро Фарнезе, будущий папа Павел III, получил замок в качестве феода. Новый хозяин полюбил Аббадию. Здесь он находился в безопасности и в тишине, в отличие от беспокойных городов Италии, включая Рим. Будущий понтифик регулярно использовал замок как жилую резиденцию. Кардинал провёл реконструкцию крепости. С той поры она остаётся практически в неизменном виде. 
В 1537 году замок был включён в состав герцогства Кастро, которое папа Павел III специально учредил для собственного внебрачного сына Пьера Луиджи Фарнезе. Это государство вернулось в состав Папской области в 1649 году после того, как главные города герцогства, Искья-Кастро и Аквапенденте были захвачены и полностью разрушены армией папы Иннокентия X.
В конце XVII века замок утратил прежнее значение. Вплоть до конца XVIII века  Аббадия оставалась второстепенной крепостью Папской области.

### XIX век

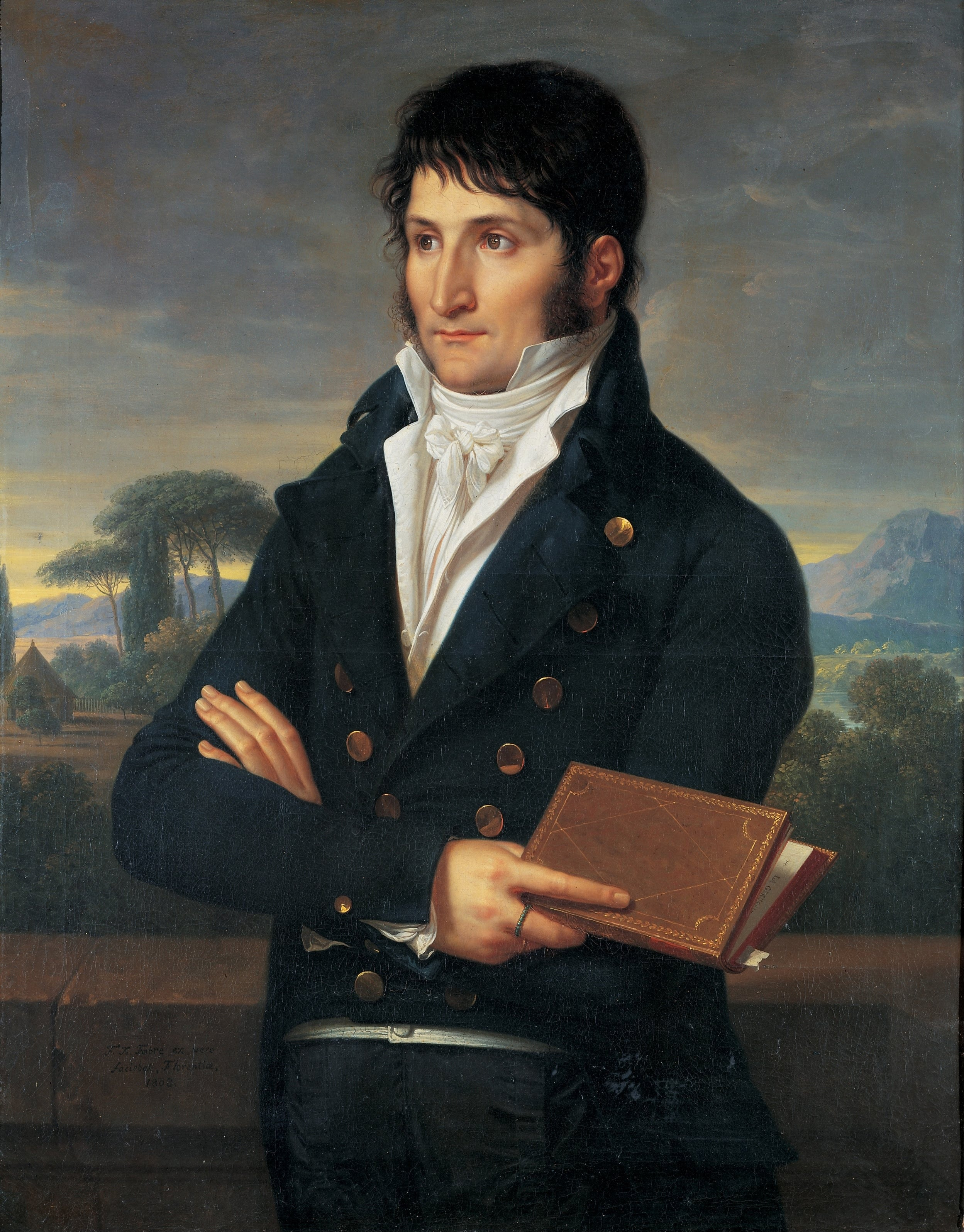
Люсьен Бонапарт

В эпоху наполеоновских войн замок был захвачен французами. Наполеон Бонапарт, уже став императором, объявил своего младшего брата Люсьена принцем Канино. Аббадия стала его владением. 
После крушения Наполеона замок сменил собственника. Его владельцами стали представители семьи Торлония. Причём в Аббадию вновь вернулась жизнь. Теперь, учитывая расположение крепости, она стала использоваться как таможенный пункт на северной границе Папской области.
Объединение Италии в единое государство (Рисорджименто) в 1870 году привело к тому, что замок утратил всякое значение. На несколько десятилетий он оказался фактически заброшен. Сохранились воспоминания английского писателя Дэвида Герберта Лоуренса, который побывал в этих местах в конце XIX века. В частности, он так описывает увиденное:

«Рядом с мостом находится тёмная громада разрушенного замка. По краю стен и башен он зарос травой. Как и сам мост, сооружение было построено из блоков губчатого красновато-коричневого туфа. Замок разрушен не полностью, в настоящее время он используется местными крестьянами как ферма».

### XX век

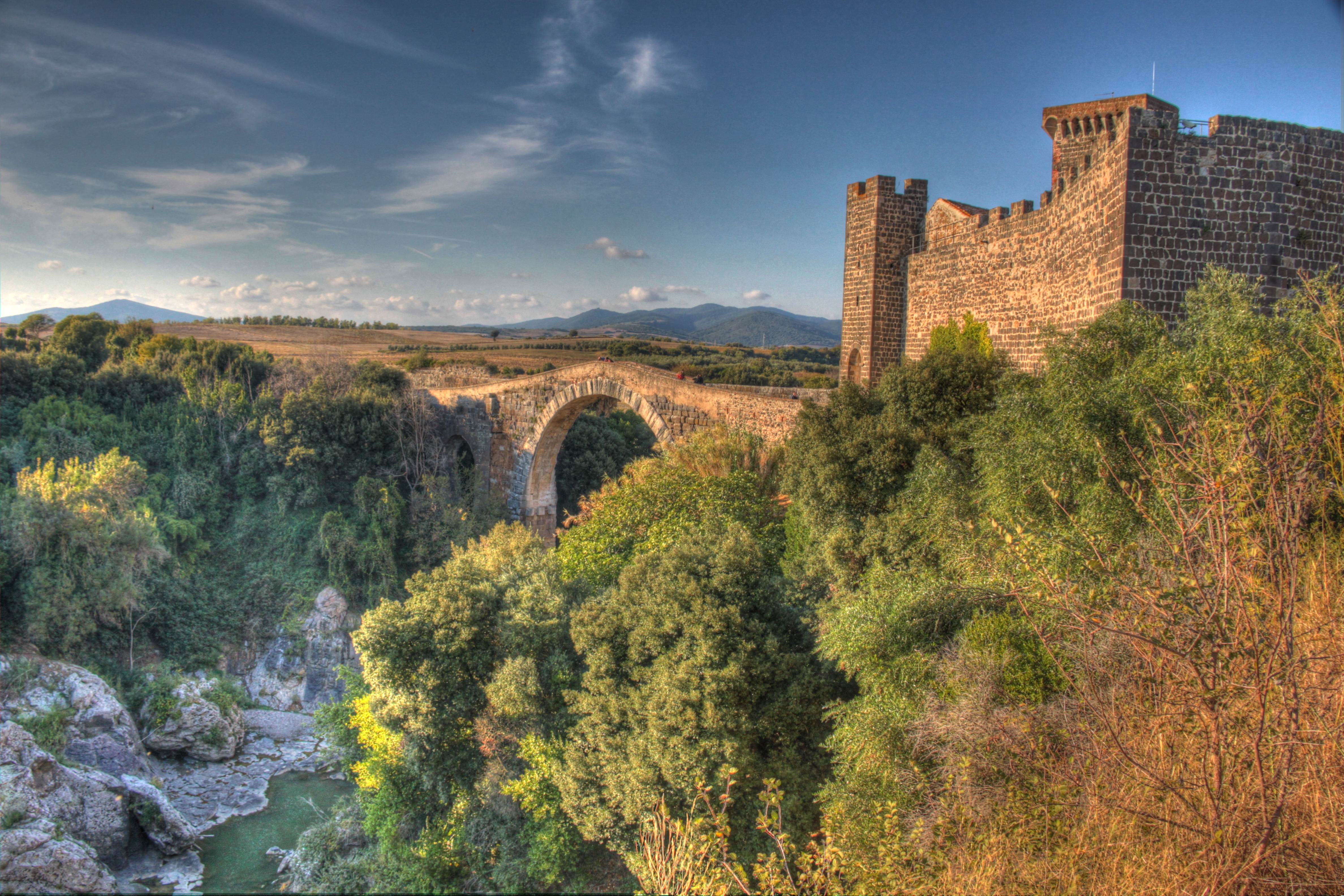
Вид на мост, долину реки и замок

После многих лет запустения комплекс был конфискован властями Италии и стал государственной собственностью. После ремонта внутри разместился Национальный археологический музей Вульчи.

## Описание
Замок расположен на высоком скалистом берегу реки Фьора. Своей формой напоминает трапецию. Главное здание с черепичной крышей расположено в западной части комплекса. К нему с севера примыкает высокая башня (бергфрид). Замок окружён кольцевой стеной с четырьмя выступающими оборонительными полукруглыми башнями. Снаружи выкопан глубокий ров, который наполнен водой. Внутри крепости небольшой двор, в котором в прежние времена размещались склады, мастерские, кузница и другие постройки. 

## Современное использование
С 1975 года в замке размещается Национальный археологический музей Вульчи. Здесь представлены находки из археологических раскопок, производившихся на территории этрусского города Вульчи. Музей действует круглый год.

## Галерея

Вид замка с северной стороны
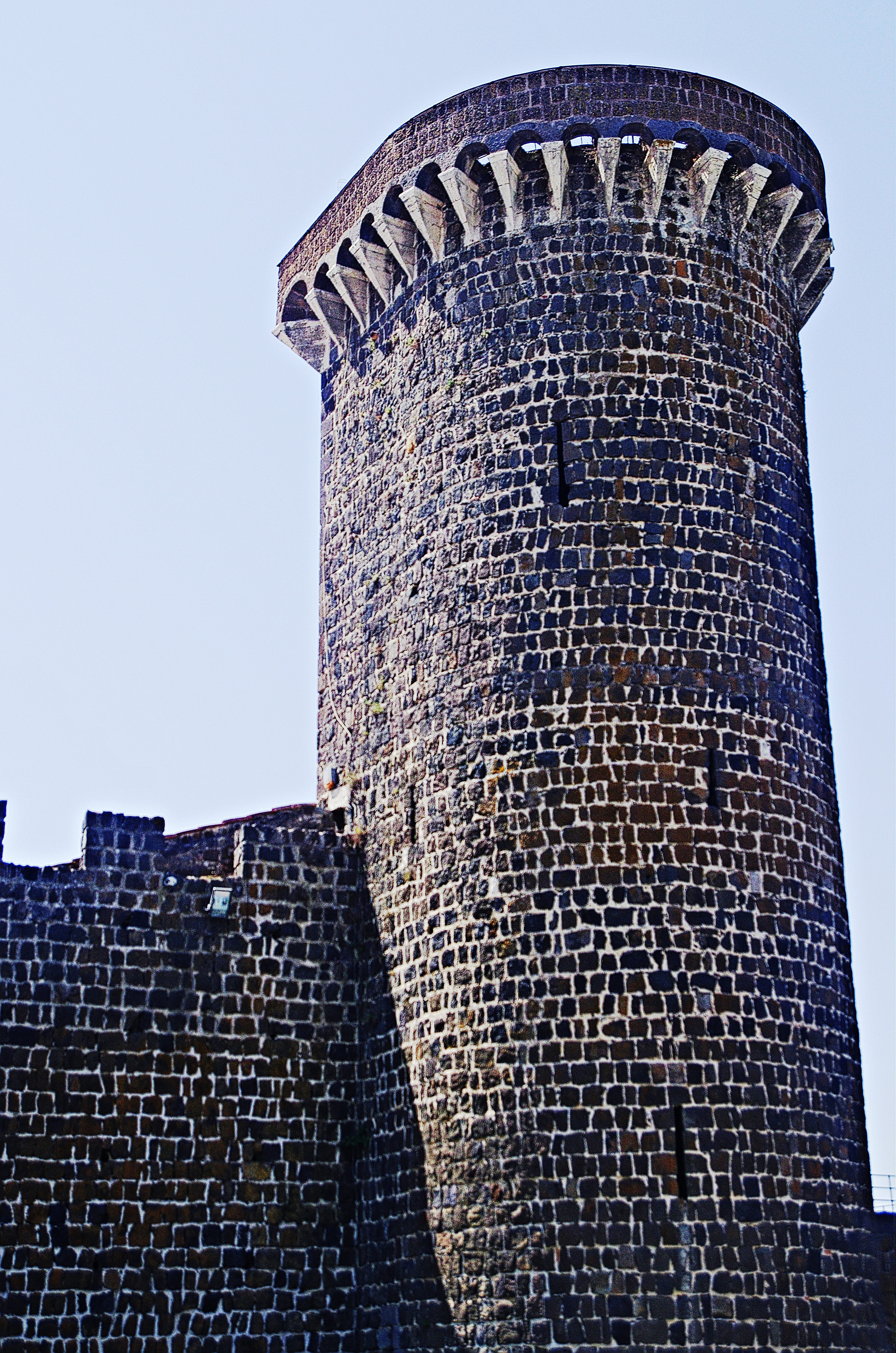
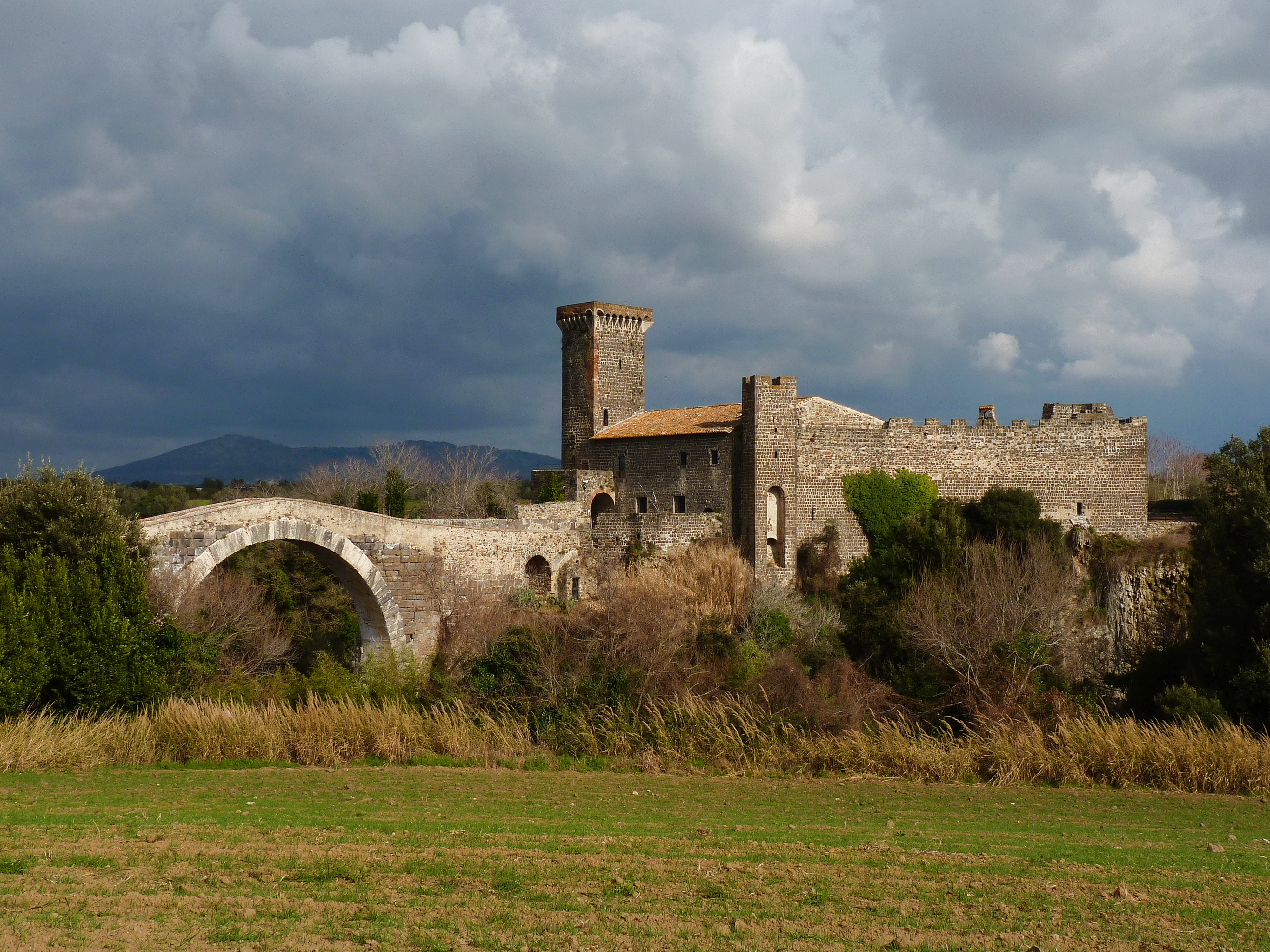
Вид замка с южной стороны
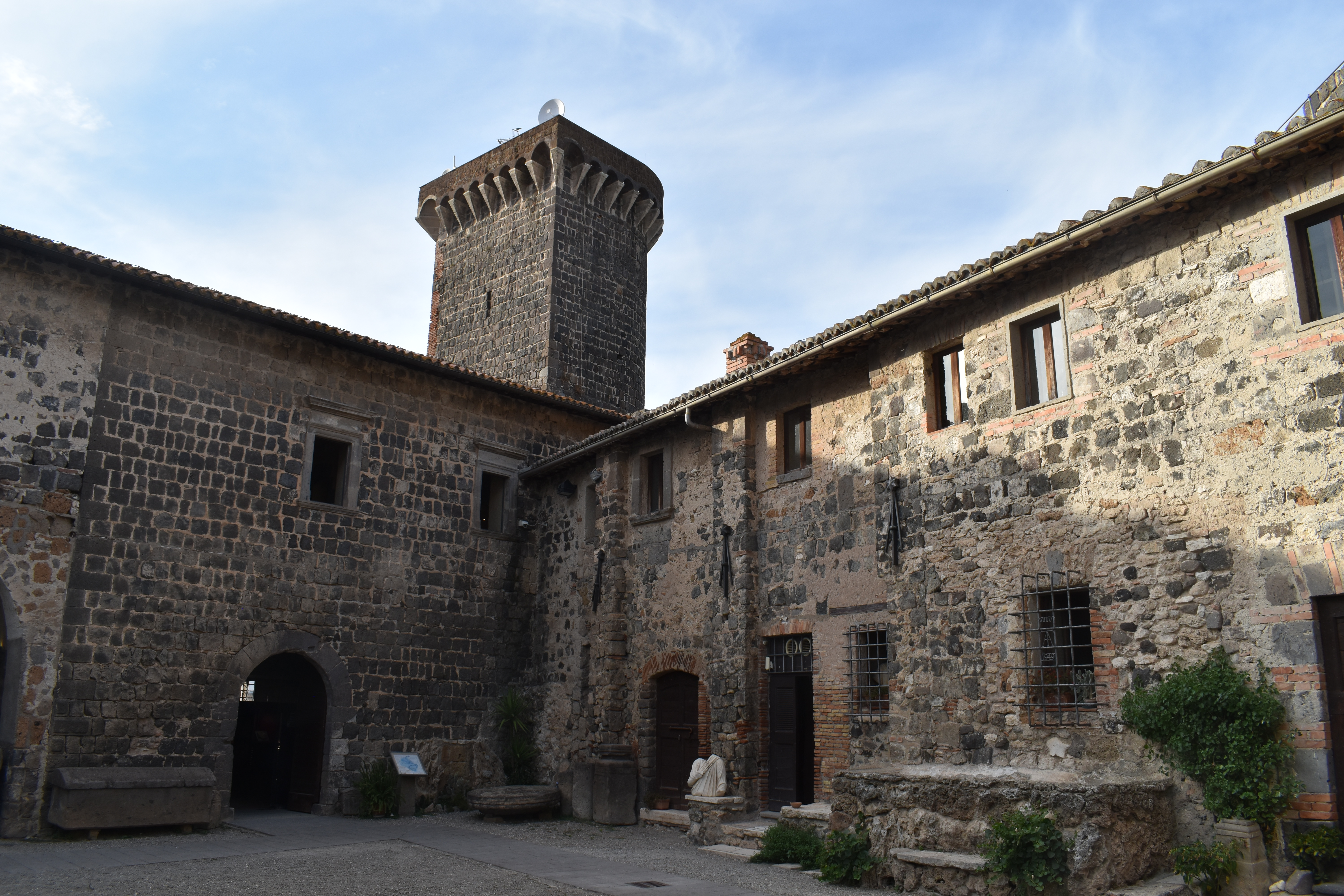
Внутренний двор замка
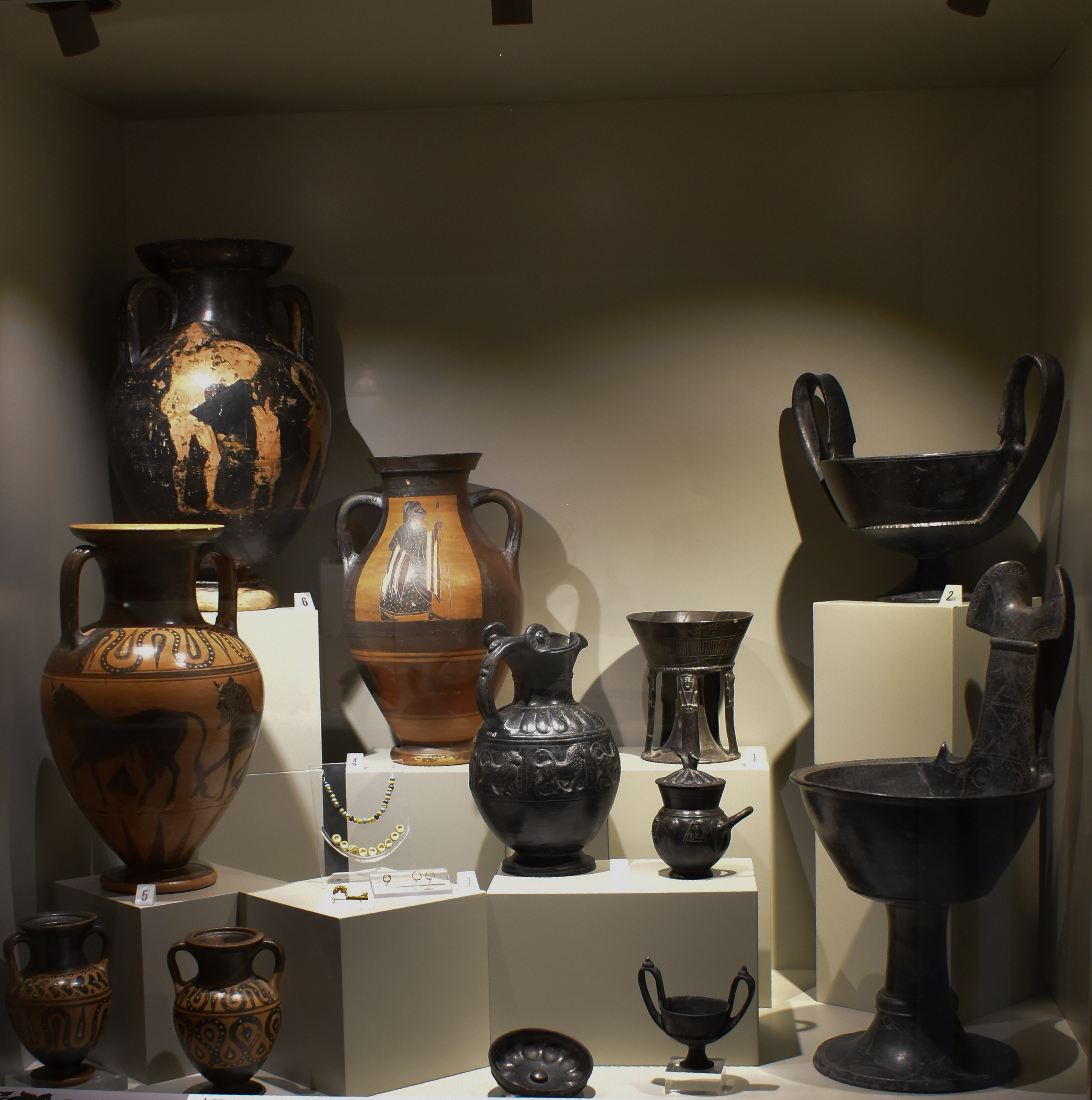
Экспонаты музея, расположенного в замке